# حمام الفقاعات
حمام الفقاعات

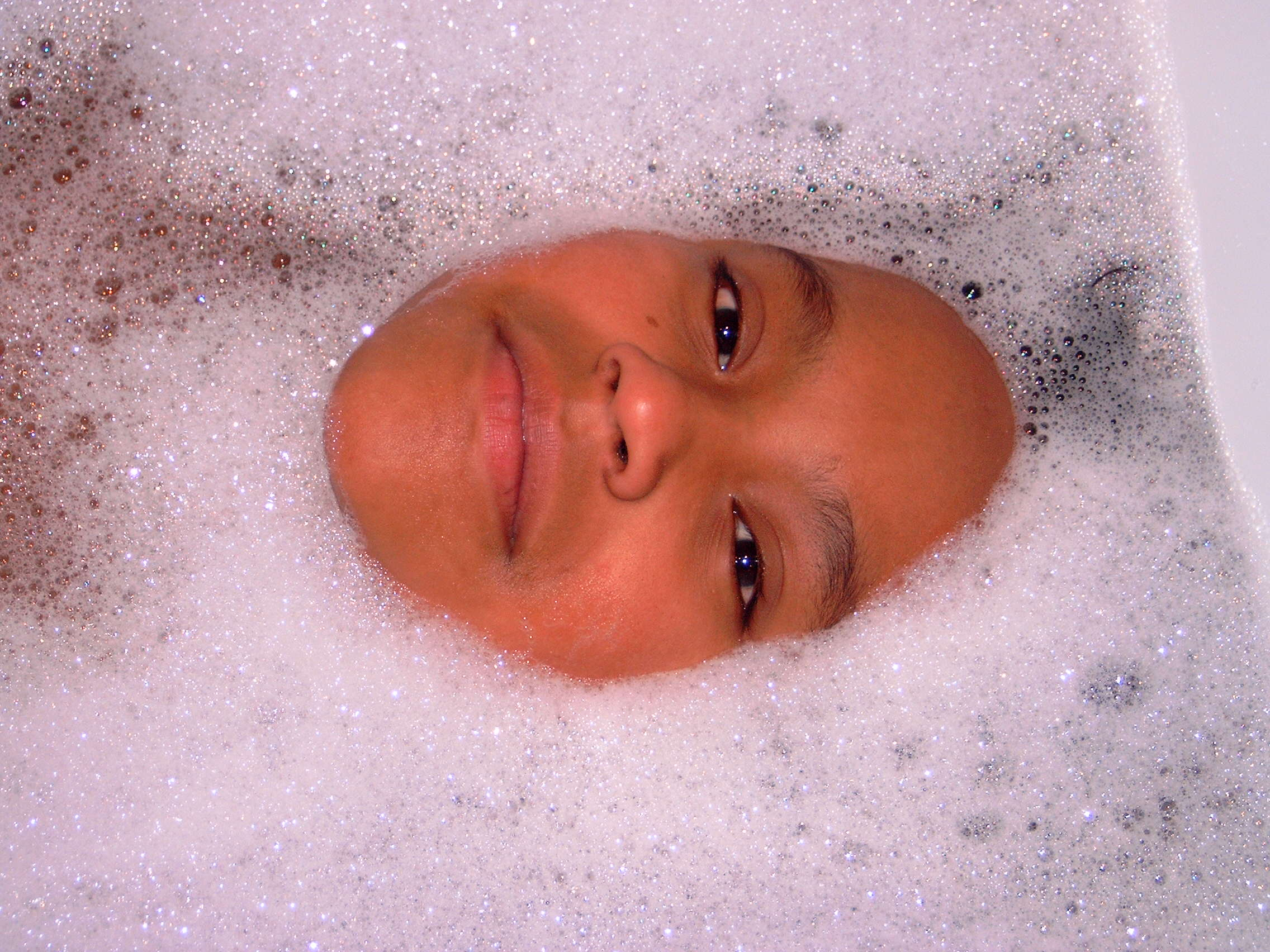

الحمام الفقاعي هو عبارة عن ملئ حوض الاستحمام بطبقه من الرغوة ذات التوتر السطحي التي تظهر فوق سطح الماء وبالتالي يستخدم منتج التوتر السطحي لانتاج الرغوة. الحمام الغازي أو الحمام الكربوني هي مسميات اقل شيوعا من حمام الفقاعي
الفقاقيع فوق الماء، المعروف بشكل أقل غموضا بحمام الرغوة (انظر الصورة), يمكن الحصول على الحمام الرغوي باضافة منتج يحتوي على ماده حافظة للتوتر السطجي للماء وزيادة التهوية عن طريق التحريض (الذي يحصل عادة من سقوط الماء اثناء تعبئة حوض الاستحمام). هذه الممارسة شائعة عند الاستحمام الشخصي بسبب الاعتقاد بأنها تنظف الجلد. وتعمل الرغوة على تقليل انتقال الحرارة مياه الاستحمام محافضة عليه دافئة لمدة أطول،(كما يفعل سائل الصابون الجيري) الذي يمنع أو يقلل من الرواسب في حوض الاستحمام عند مستوى الماء وتحته (بجاجة للتوثيق) (مستوى الماء الذي يدعى «حلقات حوض الاستحمام» و «غثاء الصابون» بالأخص) التي تنتج عن طريق الصابون والمياه المعدنيه. بمكن للرغوة ان تخفي جسم الشخص المستحم، ولها ان تحافظ على الحياء، وذلك عند استخدامها في المسرح والافلام يمكن ان تعطي مظهرا للممثل الذي يرتدي ملابسه بأنه يستحم بشكل اعتيادي. يجد الأطفال بالأخص رغوة الاستحمام مسلية، وبذلك تكون بمثابة اغراء لهم لادخالهم في حوض الاستحمام.
تحضير المنظفات لهذا الهدف هي بحد ذاتها تدعى ب «رغوة الحمام» أو «الحمام الرغوي» أو «حمام الفقاعات» وتحتوي بشكل متكرر على مكونات لأغراض اضافية شائعة كمحسنات اللاستحمام. تستخدم المنظفات بتركيز أعلى (على سبيل المثال على المناشف) مثل هذه التحضيرات (وخصوصا المنظفات السائلة). قد تستخدم أيضا لغسل الجلد أو االشعر هذه الاغراض لهذا يتم تسويقهم أحيانا لأهداف مشتركة. في بعض الحالات القليلة، المنظفات المعتاده الخفيفة المستخدمة لغسل الايدي من أشياء تم عنونتها لمثل أو لمنع رغوة الصابون على حوض الاستحمام برغوة أو بلا.
ان اقدم الحمّامات الرغوية كانت مليئة بالصابون، والتي جاءت ممارستها بعد فترة قصيرة من تسويق رقائق الصابون.
كما استُخدم الصابون لرغوة الحمامات الهوائية.
أصبحت الحمامات الرغوية أكثر شيوعاً مع تطور الأسطُح. اسنُخدم سطح (سلفات الكيل) حديثاً كرغوة حمام عند الإنتاج الأصلي لِمسرحية المرأة عام 1936 .
ولكن من الممكن انه قد استُخدِمت تركيبة مماثلة لإنتاج الرغاوي.
والتي شوهدت في صور الحمام منذ تسويق (الدريفت) عام 1933 .
أصبحت الحمامات الرغوية ممارسة معتادة في إستحمام الأطفال.
بعد التسويق الهائل للمنتجات الموجودة في الأسواق في الستينات تم تسويق BUB1 و MATEY في الولايات المتحدة الأمريكية قبل عام 1960 بقليل حيثُ ادُّعي بأن استخدامهم (بب، أو مائي) سيحل محل الصابون والفرك لتنضيف البشرة.
الاستعدادات لانتاج رغوة الحمام يجب ان تكون قادره لأعلى عدد اسهم في الماء عامة.
العسر في إنتاج الرغوة وتمكين الإمساك به نافع ومفيد مدة كافية.
تقريباً دائماً في الأساس عن طريق عمل الفاعل بالسطح الأيوني أو غير الأيوني.
من بين الكايتونات الحافظة للتوتر السطحي يمكن استخدامها في الحمامات الرغوية.
ولكن عند نقطة كهروضوئية، فهي غير متوافقة مع المواد الخافضة للتوتر السطحي الأيوني.
بشكل عام، لا يتم استخدام المواد الخافضة للتوتر السطحي لأن معظمها غير متوافق مع المواد الخافضة للتوتر
السطحي الأنيوني وليست عوامل رغوة جيدة.
الوظيفة الرئيسية للسطح الكاتيوني هو التكييف، وبالتالي يتم استخدامه بشكل أكبر لمنتجات العناية الشخصية مثل الشامبو والبلسم.
الصابون ليس مكونًا شائعًا لمستحضرات رغوة الحمام لأنه يتفاعل بسرعة مع الكاتيونات «الصلابة» في الماء لإنتاج صابون الجير، وهو مضاد للرغوة.
عادةً ما يكون مكون واحد أو أكثر في المقام الأول مثبتاً للرغوة – مادة تؤخر تكسير الرغاوي؛ قد تكون هذه هي المواد الخافضة للتوتر السطحي أو بوليمرات تثبيت الفيلم.

المصادر:
www.macmillandictionary.com
http://ldlp-dictionary.com